# Black and Blue (Van Halen)
Black and Blue è un singolo del gruppo musicale statunitense Van Halen, pubblicato nel 1988 ed estratto dall'album OU812.

## Tracce
1. Black and Blue (Edit) – 4:58
2. A Apolitical Blues – 3:48

## Formazione
- Sammy Hagar – voce
- Eddie van Halen – chitarra, cori
- Michael Anthony – basso, cori
- Alex van Halen – batteria

## Classifiche
| Classifica (1988)             | Posizione massima |
| ----------------------------- | ----------------- |
| Canada                        | 42                |
| Stati Uniti                   | 34                |
| Stati Uniti (mainstream rock) | 1                 |